# Sieben-Tage-Schlacht
Hampton Roads – Yorktown – Williamsburg – Elthams Landing – Drewrys Bluff – Hanover Courthouse – Seven Pines – Oak Grove – Beaver Dam Creek – Gaines’ Mill – Garnetts & Goldings Farm – Savage’s Station – White Oak Swamp – Glendale – Malvern Hill
Die Sieben-Tage-Schlacht war der Höhepunkt des Halbinsel-Feldzuges während des Amerikanischen Bürgerkrieges. Dabei handelte es sich nicht um eine einzige Schlacht, sondern vielmehr um eine Aufeinanderfolge von sechs großen Schlachten zwischen dem 25. Juni und dem 1. Juli 1862.

## Vorgeschichte

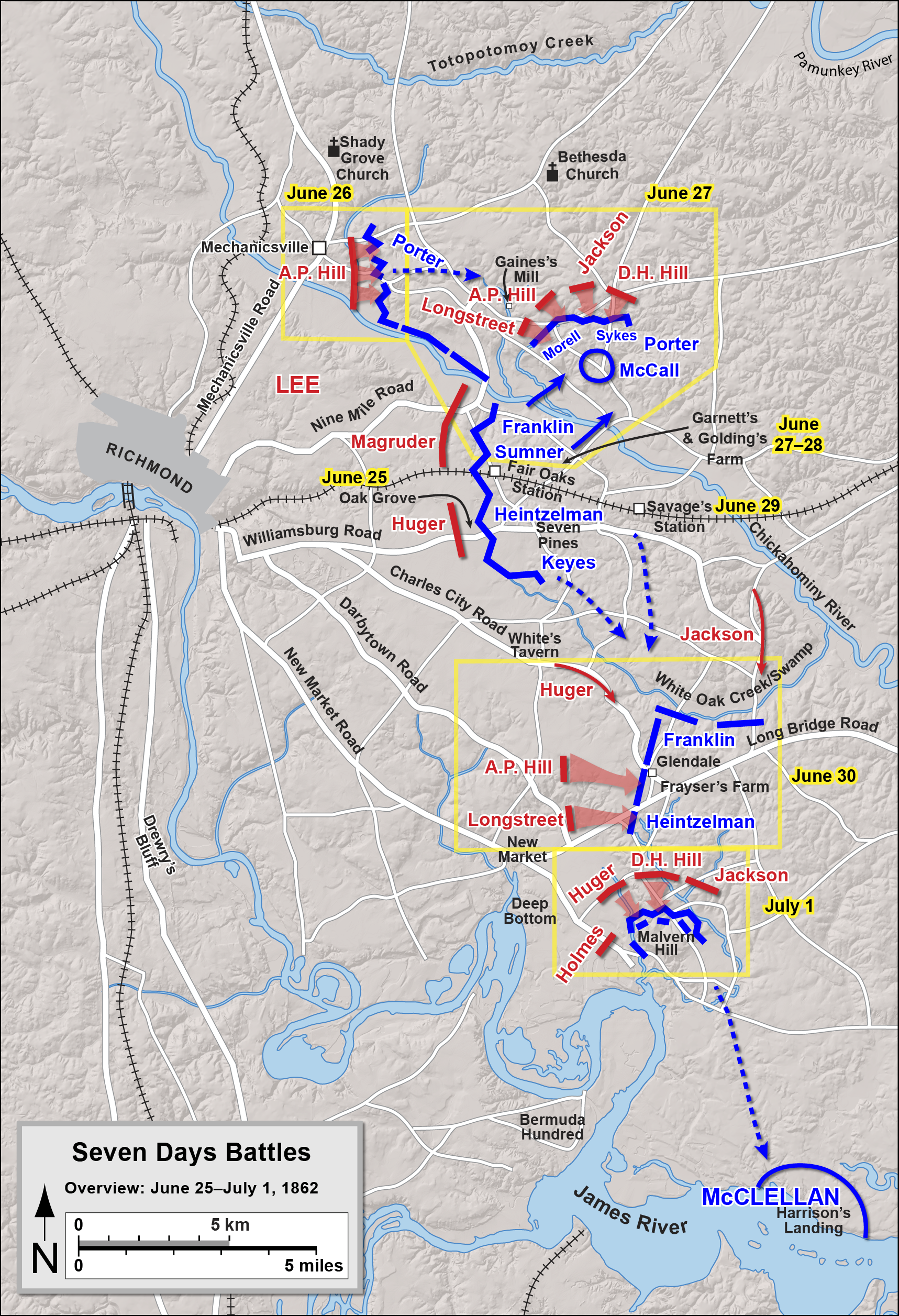
Karte der Sieben-Tage-Schlacht
rot: konföderierte Truppen
blau: Unionstruppen

Im März 1862 startete Generalmajor George B. McClellan den Halbinsel-Feldzug. Das Ziel des Unternehmens war die Einnahme von Richmond, der Hauptstadt der Konföderation und damit die Beendigung des Krieges.
Die Potomac-Armee unter McClellan landete in Fort Monroe an der Spitze der Virginia-Halbinsel.
Langsam bewegte sich die Armee über die Halbinsel, wobei es immer wieder zu Gefechten mit General Joseph E. Johnstons Nord-Virginia-Armee kam, die ständig kämpfend Richtung Richmond auswich.
Sechs Meilen von Richmond entfernt kam es zur Schlacht von Seven Pines bzw. „Fair Oakes“ im Sprachgebrauch der Union. Die Schlacht endete unentschieden, brachte aber eine Wende, die für den weiteren Kriegsverlauf von Bedeutung war – der vorsichtige Johnston wurde schwer verwundet und durch den aggressiveren General Robert E. Lee ersetzt. Während Lee einen Monat lang die Verteidigungslinien Richmonds ausbaute und die Nord-Virginia-Armee reorganisierte, wartete McClellan auf seine Belagerungsgeschütze, um seinen Angriff auf Richmond wirkungsvoll unterstützen zu können.

## Die Schlacht am Oak Grove
Die ergebnislos verlaufende Schlacht am Oak Grove wurde von der Union eröffnet, mit dem Ziel die Straße nach Williamsburg zu besetzen, um die Geschütze in Stellung zu bringen. Der Angriff, über sumpfiges Gelände vorgetragen, blieb erfolglos und am Abend stellten beide Seiten die Kämpfe ein. Oak Grove war das erste Aufeinandertreffen der Potomac-Armee und der Nord-Virginia-Armee während der „Sieben Tage“, und zugleich die letzte offensive Aktion der Union während des Halbinsel-Feldzuges.
Am Morgen darauf begann Robert E. Lee mit seinem Angriff.

## Der erste Tag

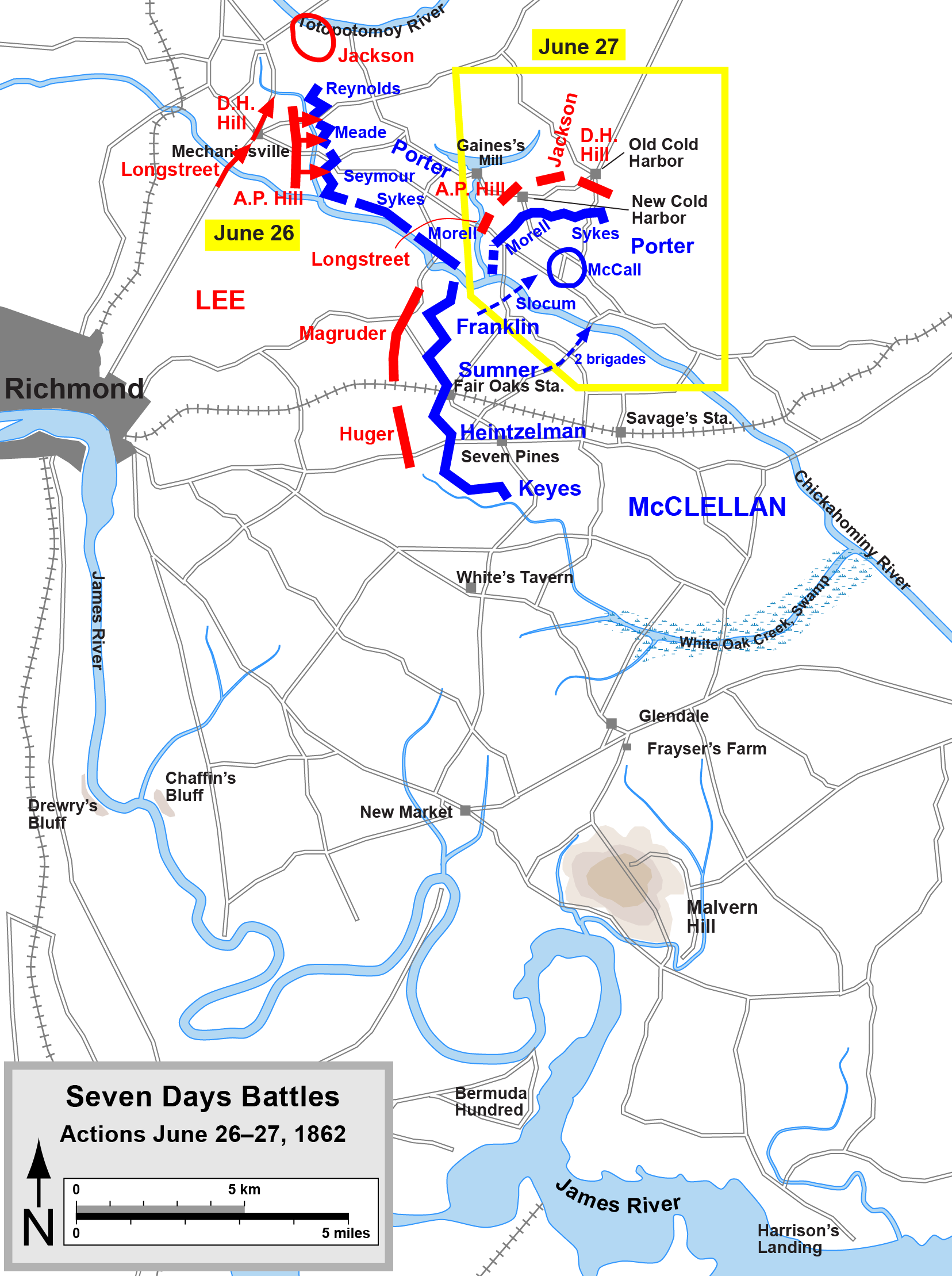
Karte der Schlachten bei Mechanicsville und Gaines Mill
rot: konföderierte Truppen
blau: Unionstruppen

Die Schlacht bei Mechanicsville bzw. am Beaver Dam Creek begann am Morgen des 26. Juni 1862. Die Divisionen der Generalmajore Longstreet, A.P. Hill und D.H. Hill sollten frontal, Jacksons drei Divisionen die Nordflanke der Union, Generalmajor Fitz J. Porters V. Korps, angreifen. Unterdessen führte General Magruder einen Scheinangriff auf die Südflanke der Union. Aber Jackson griff nicht an. A.P. Hill befahl am Nachmittag gegen 15:00 Uhr seiner ‘light division’ anzugreifen. Die 16.000 Mann starke Division Hills traf auf gleich starke Truppen der Union, die am Beaver Dam Creek in Stellung lagen. Was folgte, war eine schwere Niederlage der Konföderierten. A. P. Hills Verluste betrugen 1.500 Tote, Verwundete und Vermisste. Auf Unionsseite gab es 360 Verluste. Jacksons Divisionen eilten Hill nicht zu Hilfe, obwohl sie nur drei Meilen entfernt lagen. McClellan, der einen Sieg errungen hatte, ging jedoch nicht in die Offensive, sondern befahl Porter auf eine starke Stellung bei Gaines Mill auszuweichen. Da McClellan vermutete, dass die Konföderierten seine Nachschublinie bedrohten, verlegte er seine Nachschubbasis in den Süden der Halbinsel an den James River. Noch stand Generalmajor Porters Korps allerdings bei Gaines Mill.

## Der zweite Tag
Nach Lees Plan sollte Longstreet am 27. Juni einen Scheinangriff auf Porters linke Flanke führen, während Jackson mit vier Divisionen die rechte Flanke angreifen sollte. Generalmajor A.P. Hills Division sollte abermals frontal angreifen. Allein der Plan war zu komplex und Jackson führte seinen Angriff zu langsam, so dass Hills Division den Angriff praktisch allein führte. Einzelne Angriffe Longstreets sowie eines Teils von Jacksons Truppen führten zu einer kurzfristigen Entlastung Hills. Am Abend, als Lees Divisionen endlich geschlossen vorrückten, gelang Brigadegeneral John Bell Hood mit seiner texanischen Brigade der Durchbruch. Die Linie der Union brach zusammen, aber die Nachhut fing die zurückströmenden Truppen auf und verhinderte, dass die Soldaten davonliefen. Dadurch gelang es Porter, seine Soldaten und die Geschütze auf die andere Seite des Chickahominy River zu bringen. Die Verluste nach dem sechsstündigen Kampf betrugen auf Unionsseite 6.800, auf Seiten der Konföderation 8.700 Mann. Ähnlich hohe Verluste hatte es bei Shiloh innerhalb von zwei Tagen gegeben.
Während der ersten zwei Tage hatte auf beiden Seiten jeweils nur ein Teil der Armeen gekämpft. McClellan, der sich durch Magruders „Kriegstheater“ narren ließ, statt mit seiner großen Übermacht anzugreifen, entschuldigte sich in Washington damit, seine Armee sei zu beiden Seiten des Chickahominys durch überlegene Kräfte angegriffen worden. Lee andererseits wollte McClellans Flanke angreifen, wozu er einen weiteren, komplizierten Plan erdachte.

## Der dritte Tag
Am 28. Juni kam es nur zu vereinzelten Gefechten zwischen den Truppen beider Seiten bei den Farmen Garnetts und Goldings, die aber McClellan in der Überzeugung bestärkten, dass Lee mit einer riesigen Armee kurz davor sei, die Potomac-Armee zu vernichten.

## Der vierte Tag
Am 29. Juni sollten konföderierte Truppen unter den Generälen Jackson und Magruder südlich des Chickahominys bei Savage Station die Nachhut der Union angreifen.
Die rechte Flanke der Union sollte von Jackson angegriffen werden, die linke von Magruder. Jackson, noch immer nur langsam vorgehend, ließ eine Brücke über den Fluss instand setzen, so dass Magruders Truppen allein angreifen mussten. Mit nur der Hälfte seiner Division trug Magruder den Angriff vor, der von den Unionstruppen abgewehrt wurde. Im Schutze der Nacht wichen die Truppen der Union nach White Oaks aus und ließen 2.500 Kranke und Verwundete unter Obhut einiger Feldärzte zurück.

## Der fünfte Tag

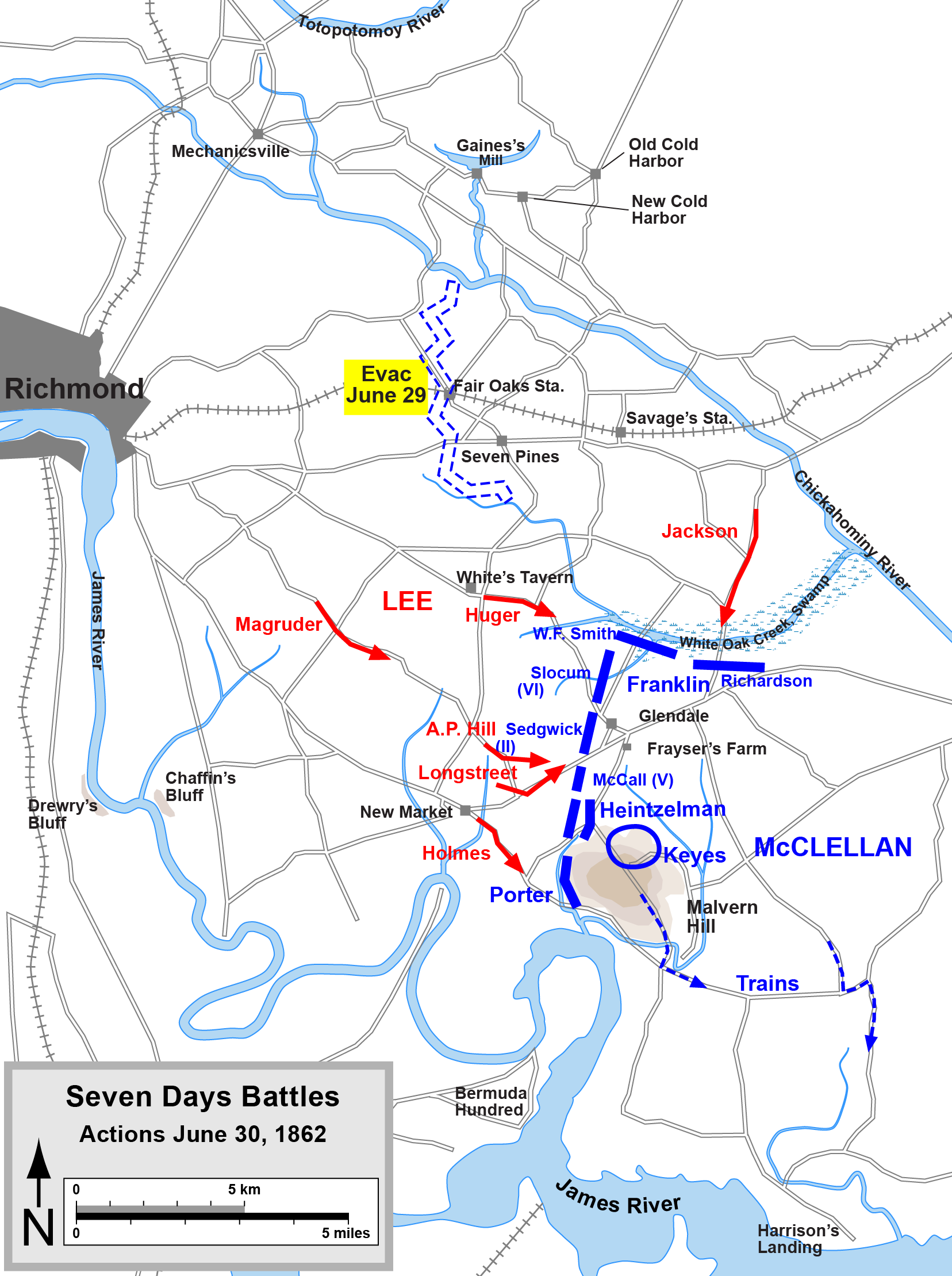
Karte der Schlacht bei Glendale
rot: konföderierte Truppen
blau: Unionstruppen

Am 30. Juni kam es zur Schlacht bei Glendale (White Oak Swamp). Ein weiterer, komplizierter Plan Lees schlug fehl. Sieben Divisionen sollten gegen die Unionstruppen vorrücken, abermals ließ sich Jackson an einer Brücke am White Oak Creek aufhalten und griff zu spät in die Schlacht ein. Am Nachmittag griffen A.P. Hills und Longstreets Divisionen Teile von fünf Divisionen der Union an. Die Kämpfe dauerten bis spät in die Nacht, die Konföderierten nahmen ca. 1.000 Soldaten gefangen, verloren aber 3.600 Mann durch Tod, Verwundung und Gefangenschaft; die Union verlor bei dieser Schlacht insgesamt etwa 3.700 Mann. Die Truppen Generalmajor Holmes griffen die linke Flanke der Union bei Turkey Bridge an, wurden aber durch die Kanonenbootflottille der Union, die den James hinaufgedampft war, zurückgeworfen.
McClellan wich mit seinen Truppen auf eine starke Stellung am Malvern Hill, drei Meilen südlich von Glendale aus.
Thomas J. Jackson kam mit seinen Divisionen zu spät, um den Erfolg der Konföderierten zu sichern. Lee gab aber sein Ziel, die Potomac-Armee vom James abzuschneiden, nicht auf.

## Der letzte Tag
Hauptartikel: Schlacht am Malvern Hill

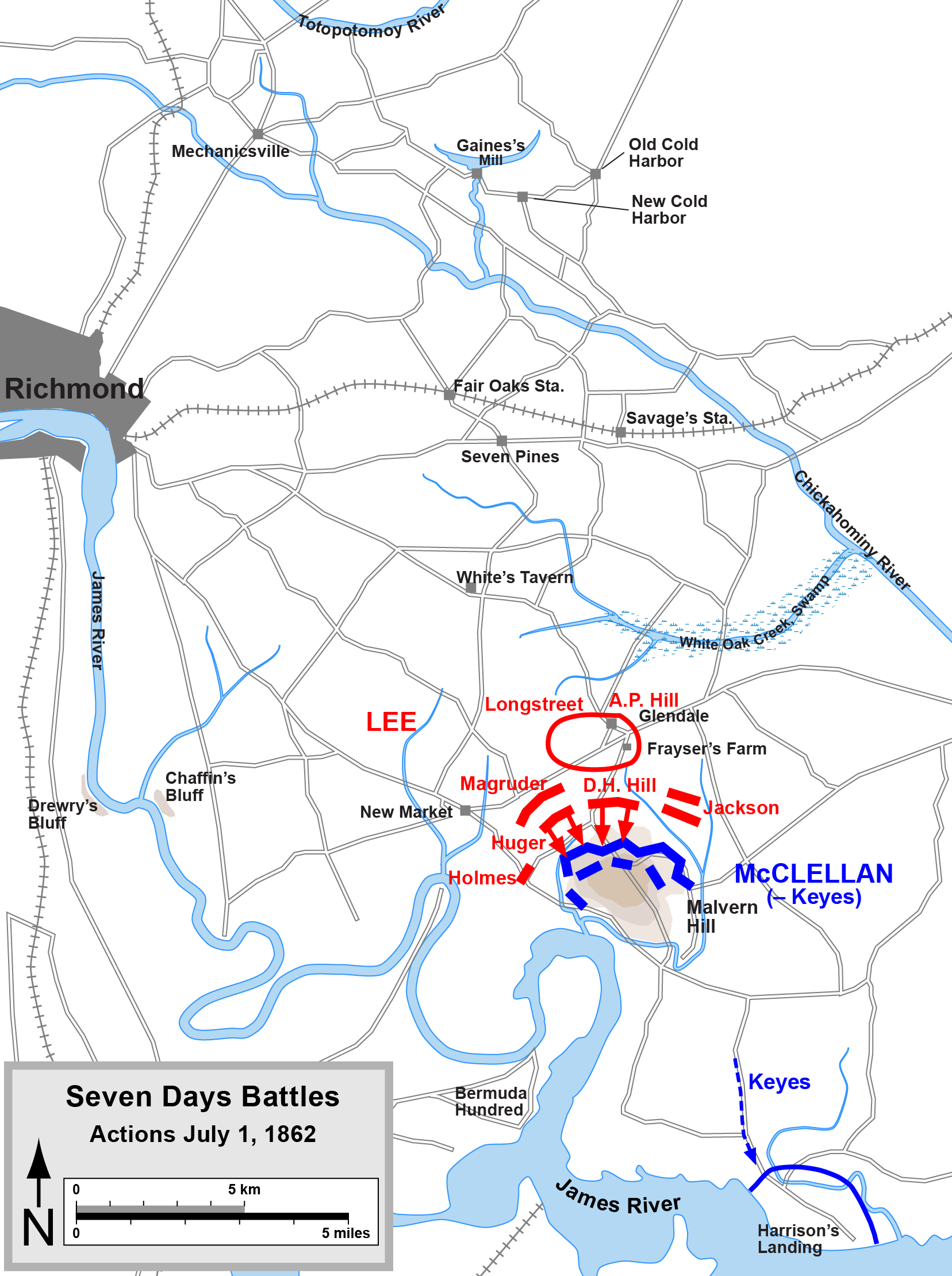
Karte der Schlacht am Malvern Hill
rot: konföderierte Truppen
blau: Unionstruppen

Die Unionstruppen hatten Stellungen am Malvern Hill bezogen – einem 30 Meter höheren Plateau gegenüber dem langsam über 1½ Meilen dagegen ansteigenden, offenen Gelände. An den Flanken geschützt von tiefen Schluchten war ein Angriff auf diese Stellung nur frontal über das offene Gelände möglich. Hier waren vier Unions-Divisionen mit ca. 80.000 Mann und über 100 Geschützen eingesetzt. In Reserve waren zusätzliche 150 Geschütze. Lee befahl eine Reihe von Angriffen, die jedoch alle unkoordiniert durchgeführt wurden. Diese Angriffe forderten 5.300 Opfer auf Seiten der Konföderierten ohne Gewinn zu bringen. Trotz dieses Sieges der Union wich McClellan weiter zum James in den Schutz der Kanonenboote aus.

## Nachspiel
Die Konföderierten hatten die Bedrohung Richmonds unter riesigen Verlusten abgewendet. Lee hatte McClellan trotz der mangelhaften Koordination seiner Truppen und der fehlerhaften Durchführung seiner Pläne dazu gebracht, den Halbinsel-Feldzug zu beenden. McClellan hatte es durch seine Vorsicht nicht geschafft, den Krieg mit der Einnahme Richmonds frühzeitig zu beenden. Während die Moral der Unionsarmee durch den Rückzug sank, hob sie sich auf Seiten der Konföderierten. Die Potomac-Armee blieb bis zum August am James. McClellan sandte auf Befehl Hallecks zwei Korps als Verstärkung für Generalmajor John Popes Virginia-Armee auf dem Seeweg voraus. Auf Seiten der Konföderation gab es ca. 20.614, die Union hatte ca. 15.849 Mann Verluste.